# 東君

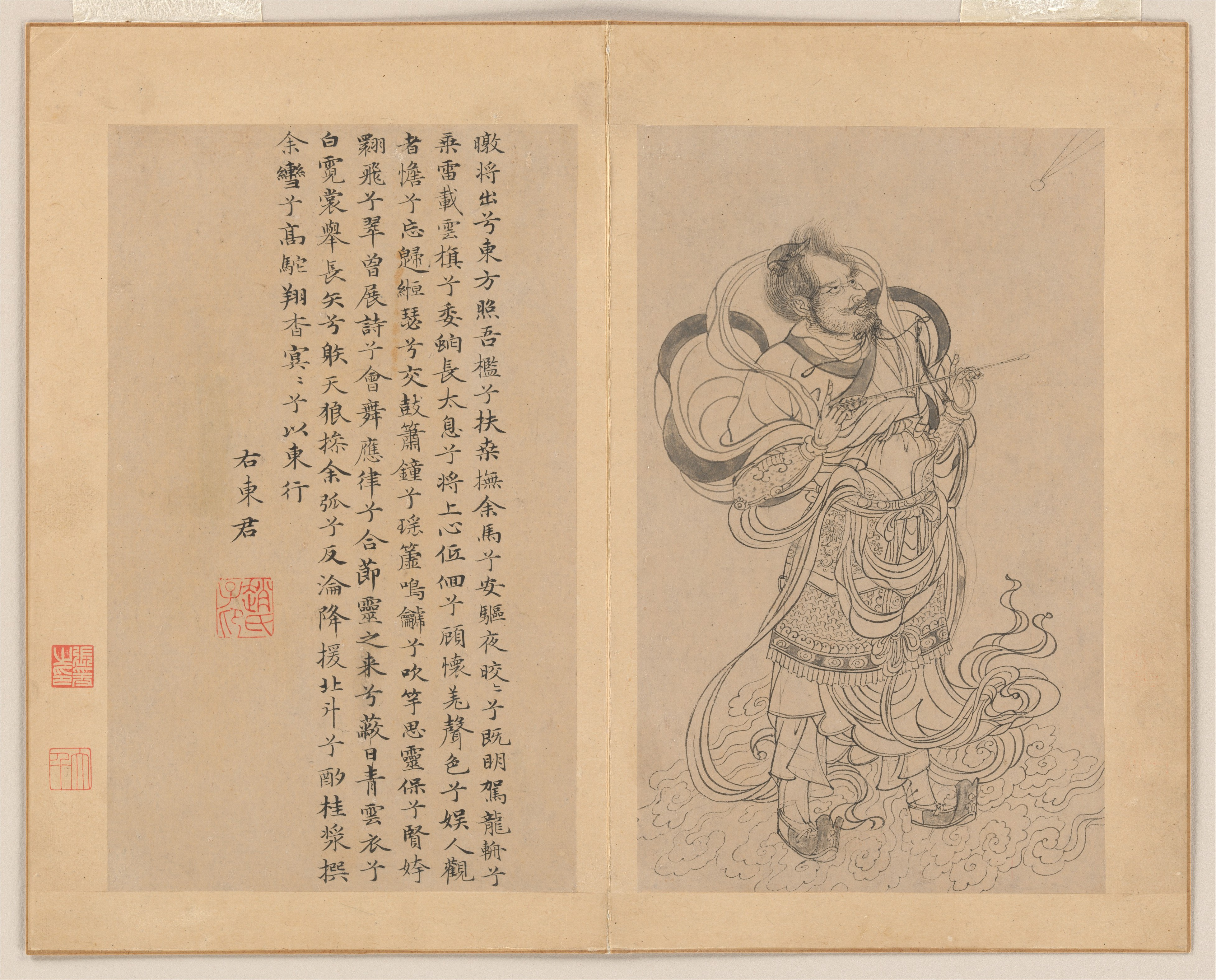
『楚辞』「九歌」、東君

東君（とうくん）は、中国・楚の祭祀詩『楚辞』「九歌」に登場する太陽神。その神格解釈を巡っては太陽神説と雷神説が並立し、日本では青木正児の舞曲構造論や星川清孝の神話学的分析を通じて研究が進展した。

## 神格の特性

### 司掌領域の変遷
- 原初形態：戦国楚の太陽神として農耕祭祀と結びつく[1]
- 漢代：『周礼』大宗伯に「雲師」として再解釈され気象神化
- 六朝：泰山府君信仰と習合し冥界神的性格を付加[2]
- 近世日本：林羅山『本朝神社考』が「雷神ニ類似ス」と紹介

## 『九歌』本文の分析
「暾将出兮東方」（太陽が東方に昇らんとする）の冒頭句が示す通り、太陽の運行を神格化した描写が特徴：
- 光の意象：「青雲衣兮白霓裳」に太陽光のスペクトル分解を詩化した表現[3]
- 両義性：「長矢兮射天狼」の武神的側面と「撫余馬兮安駆」の慈愛的側面の併存
- 音楽性：「緪瑟兮交鼓」など祭祀楽器の描写が巫覡の舞楽を再現[注釈 2]

## 比較神話学的考察
| 文化圏       | 類似神格   | 相違点                   |
| ------------ | ---------- | ------------------------ |
| 日本神話     | 天照大神   | 女性的性格・政治的象徴性 |
| ギリシア神話 | アポロン   | 芸術神的側面の強調       |
| メソポタミア | シャマシュ | 司法神的性格の付加       |

（大林太良『神話の系譜』（1986）の分類法に基づく）

## 日本における変容
- 中世：五山文学の漢詩に転用例（『空華集』所収「東君巡六合」）
- 江戸時代：皆川淇園『九歌繹解』が「日神ノ別称ナリ」と注釈[5]
- 近代：折口信夫『古代研究』でニギハヤヒとの神話的相似性を指摘
- 現代：田所義行の実証分析が祭祀的機能を解明[6]